# Mercedes-Benz O402
Mercedes-Benz O402 (BM697.051/.056) — высокопольный заднеприводный автобус среднего класса производства Mercedes-Benz Türk с пневматической подвеской.

## История
Производство автобуса Mercedes-Benz O402 стартовало в 1985 году. За основу этого автобуса был взят Mercedes-Benz O405. Платформа взята от швейцарского производителя Nutzfahrzeuggesellschaft Arbon & Wetzikon, кузов — Göppel Bus. Двигатель, трансмиссия и ходовая часть взяты от Mercedes-Benz LK.
Всего автобус вмещает от 22 до 29 сидячих пассажиров и 27 стоящих. Тормоза автобуса барабанные. По заказу автобус оборудовался антиблокировочной системой или тормозом-замедлителем Telma.
Многие автобусы эксплуатируются в Украине и Польше. Производство завершилось в 1989 году.